# Sergio Rochet
Sergio Ramón Rochet Álvarez (Nueva Palmira, 23 de março de 1993) é um futebolista uruguaio que atua como goleiro. Atualmente joga pelo Internacional e pela Seleção Uruguaia.

## Carreira
Sergio Rochet começou a carreira na base do Danubio, mas não atuou pelo time principal uruguaio.
Em abril de 2014, foi contratado pelo clube holandês AZ Alkmaar, que na época procurava um reserva imediato para Esteban Alvarado após a saída de Erik Heijblok. Em 19 de maio de 2014, Rochet foi submetido a exames médicos. Finalmente, em 24 de maio de 2014, assinava com o AZ um contrato profissional até 2016.
Rochet estreou pelo clube holândes em partida com o FC Dordrecht, após lesão de Alvarado.
Posteriormente, atuou pelo Sivasspor da Turquia, até ser contratado pelo Nacional do Uruguai em 2019. Imediatamente virou titular incontestável do time uruguaio e suas atuações o levaram à Seleção Uruguaia.

### Internacional
Em 13 de julho de 2023, o Internacional anunciou oficialmente a contratação de Rochet até dezembro de 2026. O clube brasileiro concordou em pagar 1,6 milhões de dólares ao Nacional. O goleiro assinou por quatro anos com o colorado, ainda que tivesse sido sondado pelo grande rival do clube gaúcho, o Grêmio. Em 23 de julho de 2023, Sergio Rochet estreou-se pelo Inter, no empate contra o Bragantino por  0 a 0, no Estádio Nabi Abi Chedid, em Bragança Paulista, pela 16ª rodada do Campeonato Brasileiro.
No jogo contra o River Plate pelas oitavas de final da Libertadores o Inter saiu derrotado por 2 a 1, de virada, no Monumental de Nuñez, em 1 de agosto. Contudo, Rochet foi o grande destaque do jogo. Ele fez ao menos quatro defesas importantes, embora não tenha conseguido evitar o placar.
Na partida de volta contra o mesmo River Plate, Rochet fez uma partida sólida e o Inter devolveu o placar de dois gols a um, levando a partida para as penalidades. Após Robert Rojas perder sua cobrança, Rochet pegou a bola (do pênalti que seria cobrado por Vitão) e assumiu a responsabilidade, que viria a ser o gol da classificação emocionante do Colorado. O Inter venceu nas penalidades por 9 gols a 8, tendo o uruguaio como herói.
Em 22 de agosto, no jogo contra o Bolivar pelas quartas de final da mesma competição, Inter venceu o time boliviano na altitude de La Paz por 1x0, feito antes repetido apenas por seu rival Grêmio, em 1983, e pelo Palmeiras, em 2020. Nas ocasiões, ambos os times se sagraram campeões da competição em seus respectivos anos. Além disso, quebrou uma sequência histórica do Bolivar de 29 jogos consecutivos na competição sul-americana marcando gols dentro de sua casa, sequência esta iniciada após a derrota por 1x0 contra a Unión Española, na Libertadores de 2011. Na ocasião, Rochet foi um dos destaques do jogo, realizando pelo menos três defesas importantes na partida, uma delas ainda aos 10 minutos do primeiro tempo, em chute desviado em Gabriel Mercado, quando o jogo ainda estava 0x0.
No dia 29 de agosto, Rochet brilhou ao defender um pênalti cobrado por Ronnie Fernández na vitória do Internacional sobre o Bolívar por 2 a 0, no Beira-Rio, e ajudou na classificação para a semifinal da Libertadores.
Na temporada 2024, Rochet assumiu a camisa 1 do Internacional, depois de usar o número 33 no ano anterior.

## Seleção Uruguaia
Em 5 de março de 2021, Rochet foi convocado entre os 35 jogadores da seleção principal do Uruguai para Eliminatórias da Copa do Mundo da FIFA 2022 contra Argentina e Bolívia. No entanto, a CONMEBOL suspendeu essas partidas no dia seguinte em meio à preocupação com a pandemia do COVID-19 . Ele fez sua estreia oficial em 27 de janeiro de 2022, na vitória por 1 a 0 sobre o Paraguai.
Na Copa do Mundo FIFA de 2022, Rochet foi o titular da meta uruguaia, desbancando Fernando Muslera, que era o dono da posição há anos na Celeste.

## Títulos
Nacional
- Primera División do Uruguai: 2019, 2020,[15] 2022[16]
- Supercopa Uruguaia: 2021[17]

Internacional
- Campeonato Gaúcho: 2025

### Prêmios individuais
- Time do ano da Primera División: 2020,[18] 2021,[19] 2022[20]